# Руп, Айзек
Айзек Руп (англ. Isaac Roop; 13 марта 1822, Карролл, Мэриленд — 14 февраля 1869, Сузанвилл, Калифорния) — американский государственный и политический деятель. Член «Партии вигов». В 1859 году стал первым в истории избранным губернатором переходной территории Невада.

## Биография
Родился в округе Карролл, штат Мэриленд. Проживал в Калифорнии в округе Шаста, занимаясь сельским хозяйством и торговлей, а также занимал должности почтмейстера и школьного комиссара. За это время накопил имущества на сумму более пятнадцати тысяч долларов США, но в июне 1853 года потерял все сбережения в результате пожара. Потом решил переехать к Сьерра-Неваде и к Хани-Лейку, где сосредоточился на собственных владениях в отдаленных районах и почти в одиночку возвёл город Руптаун, который позже назовёт в честь своей дочери Сьюзан — Сузанвилл. В те годы считалось, что Сузанвилл находится в Неваде, а не в Калифорнии. 
В сентябре 1859 года был избран первым губернатором переходной территории Невада. Новое временное правительство собралось 15 декабря 1859 года в городе Дженоа. В 1861 году был избран в новый территориальный сенат Невады.
В 1865 году вернулся в Сузанвилл, а затем стал окружным прокурором округа Лассен на два срока.

## Личная жизнь
24 декабря 1840 года женился на своей учительнице Нэнси Гарднер. У них были дети: Джон, Исайя и Сьюзан. 20 июня 1850 года Нэнси умерла от брюшного тифа. Айзек Руп скончался в Сузанвилле 14 февраля 1869 года. Его дочь Сьюзан Арнольд также проживала в городе до своей смерти в 1921 году и была похоронена на городском кладбище. На внешней стене магазина Johnson’s Shoes есть фреска с изображением отца и дочери в Сузанвилле.
Округ Руп в штате Невада назван в его честь.